# Thomas Rusiak
Erik Thomas Rusiak, ursprungligen Sihlberg, född 8 november 1976 i Vantörs församling, Stockholm, och uppvuxen i Rågsved, är en svensk producent, rappare och artist. Han har arbetat med artister som Adiam Dymott, Petter, Ken Ring, Slick Rick, Robyn, Titiyo, Dilba, Pee Wee och Mange Schmidt och också medverkat i grupperna Sherlock och Still Pee & Ru. 
Thomas Rusiak fick sitt genombrott år 2000 när han släppte singeln "Hiphopper", en cover på Teddybears Sthlms "Punkrocker", från albumet Magic Villa. Den låten var Thomas Rusiaks i särklass största framgång. Singeln sålde platina och låg tre veckor som etta på svenska singellistan. Låten "Hiphopper" fick även en Rockbjörn för årets svenska låt det året. Thomas fick även tre priser vid Grammisgalan år 2001. En tillsammans med Teddybears Sthlm för årets pop/rockgrupp, en för årets video för låten "Hiphopper" samt pris för årets nykomling med debutalbumet Magic Villa.
Rusiak arbetar multiinstrumentalistiskt, han spelar bland annat gitarr, bas, trummor, piano och dragspel av vilka samtliga använts i hans musikproduktion. Han står själv för textförfattande, produktion, arrangemang samt sång och rap i sin musik. Han är även känd för att blanda olika musikstilar, bland annat hiphop och rockmusik, vilket bidragit till mängden samarbeten med artister i olika genrer. 
Rusiak har också ett soloprojekt vid namn Tripoli. Det startades 2006 med singeln "Walk On". Det ryktades även om ett album men det blev aldrig av.
Under hösten 2009 turnerade Rusiak med Mange Schmidt och DJ Viet-Naam (som även jobbade med Rusiak på albumet Magic Villa) på 11 platser i Sverige.
17 oktober 2011 släppte Rusiak med gruppen Still Pee & Ru självbetitlade albumet Still Pee & Ru, innehållande de kritikerrosade spåren Aorti och Black Shadow. 
Under 2021 grundade Rusiak tillsammans med Fredrik Okazaki och Mapei musikgruppen MOR, Mapei ersattes året därpå av Caroline Cederlöf.
Thomas Rusiak ligger på Universal Music.

## Diskografi
- 2000 – Magic Villa
- 2003 – In the Sun
- 2016 – Ride